# Kotmara vas
Kotmara vas (nemško: Köttmannsdorf) je dvojezična občina v okraju Celovec-dežela na avstrijskem Koroškem.
Glede na popis iz leta 2001 se 6.4% celotnega prebivalstva Kotmare vasi izreka za Koroške Slovence.

## Geografija

### Geografska lega
Občina Kotmara vas leži jugozahodno od glavnega mesta dežele Celovec na grebenu Gur (iz konglomeratnih kamnin) in je obdana z Boroveljskim pregradnim jezerom na jugu, Hodišami na severu, Dobajnsko steno (Dobeiner Wand) na severozahodu ter Humberkom ali Žihpoljsko nižino na vzhodu. Najvišja točka v občini so Zabale (Sabalahöhe) na zahodu z 921 m, najnižja točka pa je na Boroveljskim pregradnim jezerom s 441 m. Glavni odtok poteka preko potoka Reka, ki teče skozi občino od zahoda proti vzhodu.

## O krajevnem imenu
Pavel Zdovc opredeli rabo krajevnega imena kot sledi:
Komtmára vas; nemško Köttmannsdorf; v Komtmári vasi, v Kotmáro vas, iz Kotmáre vasi; v občini Kotmara vas; komírski; redko kotmárovaški; kraj. pogovorno: kotmírški; Kotmirčani, del vasi: Réka, v Réki, v Réko, iz Réke; Réčani, réški mlini; nemško Reka; občina Kotmara vas, pošna številka 9071 Kotmara vas.

### Naselja v občini
Kotmara vas je razdeljena na štiri katastrske občine: Vrdi ( Wurdach), Kotmara vas (Köttmannsdorf), Humberk (Hollenburg) in Ročica (Rotschitzen). Področje občine obsega naslednjih 23 naselij (število prebivalcev po popisu iz leta 2001):
| - Hovč (Aich), 93 prebivalcev - Talir (Am Teller), 52 - Gorje (Göriach), 75 - Čežava (Gaisach), 48 - Humberk (Hollenburg), 6 - Kotmara vas (Köttmannsdorf), 717 - Ilovje (Lambichl), 343 - Mostič (Mostitz), 47 - Vesava (Neusass), 58 - Plešivec (Plöschenberg), 33 - Preblje (Preliebl), 77 - Ročica (Rotschitzen), 146 | - Šentkandolf (Sankt Gandolf), 127 prebivalcev - Šmarjeta (Sankt Margarethen), 67 - Zvonina (Schwanein), 43 - Lipica (Thal), 46 - Trabesinje (Trabesing), 165 - Medrejtre (Tretram), 59 - Čahorče (Tschachoritsch), 275 - Črezdol (Tschrestal), 58 - Pod Gradom (Unterschlossberg), 27 - Razpotje (Wegscheide), 110 - Vrdi (Wurdach), 120 |

### Sosednje občine
| Hodiše  | Hodiše Celovec  | Celovec  |
| Bilčovs |                 | Žihpolje |
| Bilčovs | Bistrica v Rožu | Borovlje |

## Zgodovina
Kotmara vas se v pisnih virih prvič pojavlja leta 1142 kot Kotmansdorf, kar je izpeljanka iz osebnega imena Hotimir ali Hotemer. V tem času se vzpostavi tudi nekaj manjših naselij, ki so še danes del občine. V 13. stoletju je Kotmara vas spadala pod upravljanje vetrinjskega samostana ali pod oblast hodiške gosposke.
Prav tako se leta 1142 v pisnih virih prvič omenja grad Humberk (nemško: Hollenburg) na levem bregu reke Drave. Več stoletij je predstavljal center moči v celotnem Rožu, predvsem na področju med Dravo in Hodiško dolino. Leta 1348 ga je skoraj popolnoma uničil potres, nakar je bil leta 1349 obnovljen, od takrat naprej pa je bil v njem tudi sedež okrajnega sodišča.
Leta 1850 je bila iz katastrskih občin Humberk, Kotmara vas in Ročica ustanovljena nova skupna občina Kotmara vas.
Leta 1920 je na Koroškem plebiscitu 62,3 % prebivalcev občine glasovalo za nedeljeno Koroško in obstanek v Republiki Avstriji, 37,7% pa za priključitev k Jugoslaviji.
Po uradnem koncu druge svetovne vojne (8. maja) je prišlo 10. maja 1945 do spopadov na Humberku  med Slovenskimi Domobranci, protikomunističnimi četniki, enoti nemške Waffen-SS (7. SS prostovoljska gorska divizija »Prinz Eugen«) in bežeči protikomunističnimi civilisti iz Jugoslavije s partizani.

## Geografija in narava

### Doline in kraške značilnosti
Konglomerat Gur, ki je debel do 400 metrov, se zaradi visoke vsebnosti apna obnaša kot gora topnega apnenca in ima različne kraške značilnosti. Tako so nastali npr. procedni lijaki, imenovani doline. Ko voda pronica v tla, teče navzdol do plasti premoga in gline, ki zadržujejo vodo pod konglomeratom, in pride na površje ob vznožju pogorja Gur v številnih, včasih zelo bogatih izvirih. Znan je npr. izvir Mlinarju pri Mlinarjevem bajerju (birt) (nem. Baßgeigensee|Bassgeigensee) z drugim izlivom 50–150 litrov vode.

### Uharica iz Kotmare vasi
Kotmara vasvelja za najbolj naseljeno območje razmnoževanja male sove v Avstriji. V letu 2007 so gnezditveno vedenje teh ptic spremljali v posebej pripravljenem gnezdilniku in raziskovali ključna vedenja te sramežljive nočne ptice. Skoraj naravne gorske regije nudijo tej ptici selivki idealno zalogo hrane.

## Prebivalstvo

### Zgodovinska slika
Po zadnjem Avstro-Ogrskem popisu prebivalstva iz leta 1910 je okoli 57% prebivalcev takratne občine Kotmara vas navedlo slovenščino kot svoj vsakdanji pogovorni jezik.
| Občina                    | Število slovensko govorečih 1910 | Število nemško govorečih 1910 |
| ------------------------- | -------------------------------- | ----------------------------- |
| Kotmara vas/Köttmannsdorf | 828 (57%)                        | 614 (43%)                     |

### Danes
Po popisu prebivalstva iz leta 2001 je imela občina Kotmara vas 2792 prebivalcev, od tega jih je bilo 95,1 % avstrijskih, 1,6% nemških in 1,4 % bosanskih državljanov. 6,4 % prebivalstva se je izreklo za pripadnike slovenske narodne skupnosti.
Za katolike se je izreklo 81,6 %, za evangeličane 5,0 %, za muslimane pa 1,5 % prebivalcev.
8,6% prebivalcev se ni opredelilo za nobeno od uradnih veroizpovedi.
Spodnja tabela prikazuje delež Slovencev po naseljih občine Kotmara vas med letoma 1951 in 1991:
| Kraj (Slovensko) | Kraj (Nemško)  | Odstotek Slovencev 1951 | Število prebivalcev 1991 | Odstotek Slovencev 1991 |
| ---------------- | -------------- | ----------------------- | ------------------------ | ----------------------- |
| Vesava           | Neusass        | 100%                    | 48                       | 45.8%                   |
| Plešivec         | Plöschenberg   | 81.2%                   | 34                       | 47.1%                   |
| Šentkandolf      | St.Gandolf     | 85.4%                   | 77                       | 6.5%                    |
| Trabesinje       | Trabesing      | 65.9%                   | 188                      | 14.4%                   |
| Čahorče          | Tschachoritsch | 91.7%                   | 251                      | 16.7%                   |
| Čežava           | Gaisach        | 20.0%                   | 49                       | 10.2%                   |
| Humberk          | Hollenburg     | 15.4%                   | 8                        | 12.5%                   |
| Šmarjeta         | St.Margarethen | 100%                    | 60                       | 21.7%                   |
| Vrdi             | Wurdach        | 63.0%                   | 118                      | 12.7%                   |
| Preblje          | Preliebl       | 46.5%                   | 64                       | 9.4%                    |
| Gorje            | Göriach        | 28.6%                   | 76                       | 6.6%                    |
| Črezdol          | Tschrestal     | 62.2%                   | 52                       | 9.6%                    |
| Kotmara vas      | Köttmannsdorf  | 50.1%                   | 709                      | 6.3%                    |

### Slovensko narečje
Tipološko spada Kotmara vas v slovensko narečno skupino t.i. rožanščine. Značilni so številni fonetični, oblikoslovni in leksikalni arhaizmi.
Avtohtono slovensko ime prebivalcev Gur (slovensko Gure = gorsko območje) je »Gorjanci« (v nasprotju z imenom prebivalcev nižje ležečega Celovškega polja, ki je  »Poljanci« < polje = Polje).

### Slovenska ledinska imena
Zaradi vpetosti prostora v slovensko kulturno zgodovino so tudi prisotna slovenska ledinska imena. Znanstveno ter v sodelovanju z Narodopisnem inštitutom Urban Jarnik v Celovcu so bila objavljena v obliki zemljevida v tiskani in elektronski obliki. Zvočne posnetke v domačem slovenskem narečju najdete na domači spletni strani društva.
Leta 2010 je besedišče slovenskih ledinskih ter hišnih imen na Koroškem postalo nesnovna svetovna kulturna dediščina, ki jo je UNESCO razglasila in uvrstila na  Avstrijski seznam narodne kulturne dobrine).
Slovenskim ledinskim imenom ustrezajo tudi slovenska hišna imena, ki so tudi v knjižni obliki objavljena. Leta 2024 je izšlo novo dvojezično referenčno delo pod naslovom "Imenska pokrajina v Kotmari vasi na primeru petih vasi na Gurah. Priročnik o imenski kulturi neke regije"

## Kultura in znamenitosti
- Grad Humberk je nastal iz gotskega gradu iz 14. stoletja in je bil leta 1588 razširjen v grad.
- Katoliška župnijska cerkev Kotmara vas, posvečena sv. Juriju v romanskem slogu z najstarejšo gotsko svetilko mrtvim v Avstriji.
- Podružnična cerkev sv. Gandolfa pri Kotmari vasi
- Podružnica Šmarjeta pri Kotmari vasi
- Naravoslovna pot uharice na Plešivcu (802) in v Vrdih
- Marija v gozdu (Maria Waldesruh) – gozdna kapela. Štiri lesene plošče, nameščene okoli križanega moža, z besedami in naslikanimi podobami pripovedujejo naslednjo legendo: Leta 1863 je ženska iz Bilčocsa nosila kovček, ki je postajal vedno težji, tako da je morala počivati ob to točko. Toda ko je odhajala, ni mogla več dvigniti bremena in zato je iz obupa prosila Boga. Takoj se ji je prikazal moški. In ta moški ji je pomagal dvigniti breme. Toda ženska je opazila, da je bil bled in je imel rane na rokah. Ko se je hotela zahvaliti, je izginil iz njenih oči.

- Marija v gozdu, pogled zahodne strani
- Marija v gozdu, oltarna slika
- najstarejšja gotska steilka mrtvim Avstrije na kotmirškem pokopališču.

### Slovensko društveno življenje in kulturno društvoGorjanci
Moški kvartet Gorjanci je že leta 1885 ustanovil kasnejši slovenski župan in kulturnik Matija Prosekar, s čimer je kasnejše slovensko kulturno društvo postalo eno tistih z najdaljšo institucionalno tradicijo v deželi. Leta 1888 je bila v Kotmari vasi ustanovljena podružnica Slovenskega šolskega društva svetega Cirila in Metoda.
Samo Slovensko kulturno društvo Gorjanci je bilo ustanovljeno 14. decembra 1919 kot prosvetno društvo. Ustanovitev prosvetnega društva Gorjanci sega v veliko slovensko kulturno gibanje tistega časa, v kontekstu po eni strani prizadevanja za afirmacijo slovenske identitete in po drugi strani kot odziv na vse večjemu političnemu, gospodarskemu in socialnemu ponemčevanju. Slovenska prosvetna in kulturna društva ter še danes delujoče slovenske zadruge in hranilnice in posojilnice so takrat nastale.  Prvi predsednik je bil Prosekarjev sin Tomaž Prosekar. Najpomembnejša področja delovanja KD Gorjanci so bila ljubiteljsko gledališče, tamburaška glasba, vodenje društvene knjižnice in prirejanje raznih izobraževalnih prireditev.
Slovensko kulturno društvo Gorjanci üe danes ponuja široko paleto kulturnih dejavnosti in srečanj.

## Znamenite osebnosti
- Matija Prosekar (1860-1927) slovenski kulturni aktivist na Koroškem in župan
- Anton Trampič (1860-1940) ustanovitelj pivovarne "Grande Brasserie de Champigneulles" v Franciji.[23][24][25]
- Jože Wakounig *1941 (Mlinče) Slovenski domoljub, bivšji Učitelj in Ravnatelj na Zg/zrg za Slovence v Celovcu
- Franz Erwein (1823–1891), politik
- Primus Lessiak (1878–1937), germanist
- Werner Jobst (* 1945 v Čahorčah), klasični arheolog
- Johann Ciesciutti (1906–1997), delavski pesnik

## Spletne povezave
- uradna stran občine Kotmara vas Gemeinde Köttmannsdorf
- Johann Ciesciutti bei Planet Lyrik: http://www.planetlyrik.de/johannes-ciesciutti-robinsonade/2019/05/
- Urban Jarnik Slowenische Volkskunde-Institut (slovensko)
- Gorjanci: Predstavitev knjige "Imenska pokrajina v Kotmari vasi na primeru petih vasi na Gurah. Priročnik o imenski kulturi neke regije"